# Meroles reticulatus
Espèce
Synonymes
- Scapteira reticulata Bocage, 1867
- Eremias serripes Peters, 1870

Meroles reticulatus est une espèce de sauriens de la famille des Lacertidae.

## Répartition
Cette espèce se rencontre le long de la côte du centre de la Namibie au Sud-Ouest de l'Angola.

## Publication originale
- Bocage, 1867 : Descriptions of two new Saurians from Mossamedes (West Africa). The Annals and magazine of natural history, ser. 3, vol. 20, p. 225-228 (texte intégral).